# Dendrobeania laxa
Dendrobeania laxa är en mossdjursart som först beskrevs av Robertson 1905.  Dendrobeania laxa ingår i släktet Dendrobeania och familjen Bugulidae. Inga underarter finns listade i Catalogue of Life.